# Mansa de Malí

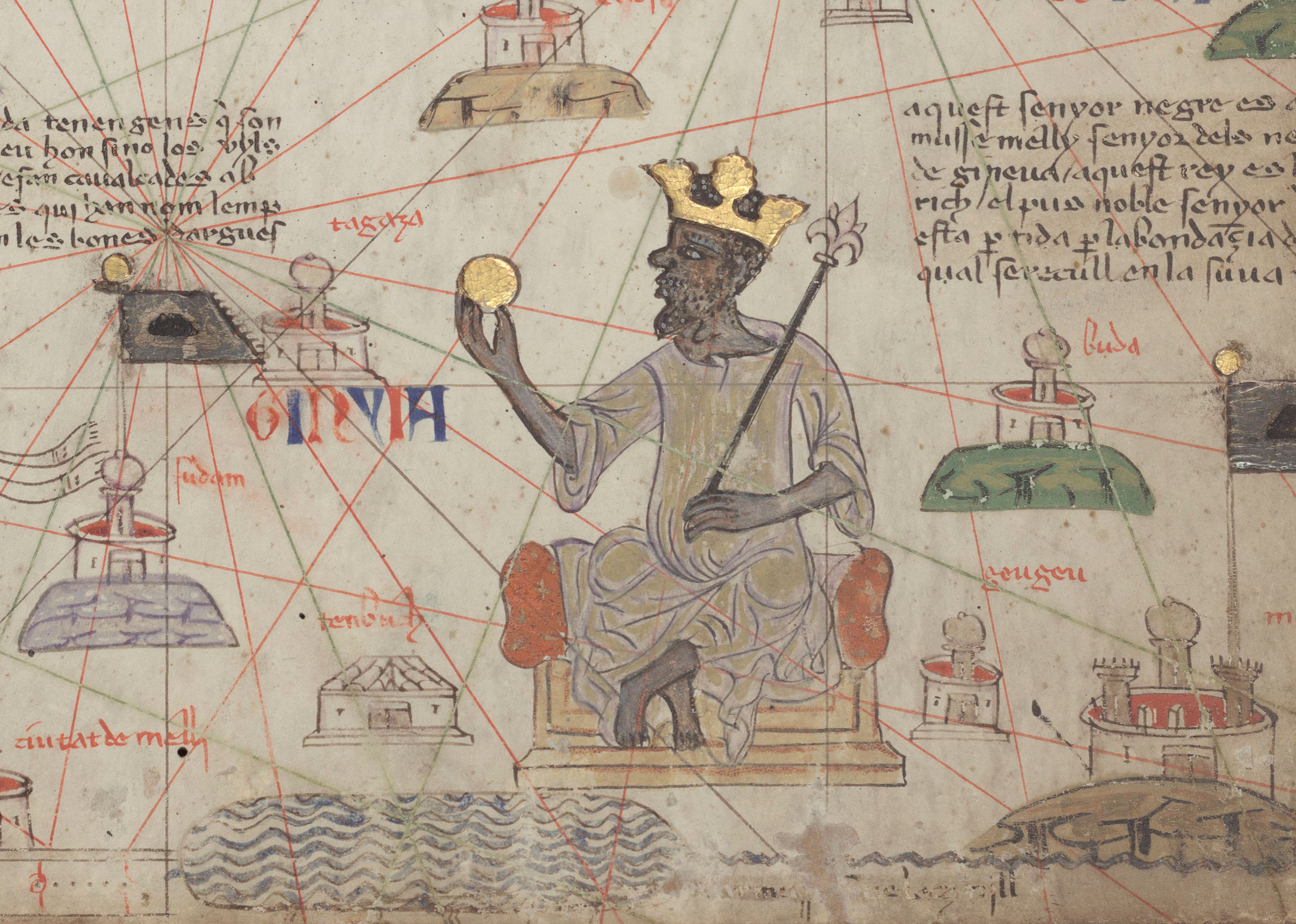
Detalle que muestra a Mansa Musa sentado en un trono y sosteniendo una moneda de oro.

Mansa es una palabra mandinga que significa 'rey de reyes' o 'emperador'. Está particularmente asociado con la dinastía Keita del Imperio de Malí, que dominó África Occidental desde el siglo XIII al XV. Los poderes del mansa incluían el derecho a dispensar justicia y monopolizar el comercio, particularmente del oro. 
Sundiata Keita fue el primero en asumir el título de mansa, que se transmitió a través de la línea Keita con pocas interrupciones hasta bien entrado el siglo XV. Otras mansas notables incluyen a su hijo Wali Keita y el poderoso Mansa Musa (Kankan Musa), cuyo Hach ayudó a definir una nueva dirección para el Imperio. La sucesión del Imperio de Malí se conoce principalmente a través de Historia de los bereberes del historiador tunecino Ibn Jaldún.

## Lista parcial de emperadores de Malí

### Linaje Keita
Organizaron el Manden Kurufa que estaba compuesto por los "tres estados libremente aliados" de Malí, Mema y Wagadou más doce reinos vasallos. Además del gobierno, se dotaron una constitución, el Kurukan Fuga, la División del Mundo, y de un parlamento, la Gbara o Gran Asamblea, que representaba a los distintos clanes.
- Sundiata Keita (1235-1255)
- Ouali I (1255-1270)
- Ouati (1270-1274)
- Khalifa (1274-1275)

### Gobierno de funcionarios
Después del caos de los reinados de Ouali y de Khalifa, gobernaron un cierto número de funcionarios de la corte con lazos con Mari Djata. Consiguieron la vuelta del imperio a la tolerancia, y lo instalaron en una edad de oro.
- Abubakari I (1275-1285)
- Sakoura (1285-1300)

### Linaje Kolonkan
Eran reyes que descendían directamente de la hermana de Mari Djata, Kolonkan y se consideran Keitas legítimos. Durante este linaje, las características que definen la edad de oro de Malí comienzan a aparecer, manteniendo los progresos de Sakoura y de Abubakari I. El imperio prosperó debido sobre todo al comercio. Había tres grandes minas de oro en las fronteras con el imperio de Ghana, lo que le convertía en lugar de tránsito para el metal, y el imperio gravó cada onza de oro o de sal que cruzó sus fronteras. Al principio siglo XIV, Malí era la fuente de la mitad del oro del Viejo Mundo.
- Gao (Mansa) (1300-1305)
- Mohammed ibn Gao (1305-1310)
- Abubakari II (1310-1312)

### Linaje Laye
Linaje descendiente de Faga Laye, hijo de Abubakari I, con el que el imperio alcanzó su mayor extensión. Durante este período, Malí cubrió casi toda el área entre el desierto del Sáhara y los bosques costeros. Cubría desde las orillas del Océano Atlántico hasta Niamey, actualmente Níger. El aumento del tamaño del imperio exigió un cambio en la organización del Manden Kurufa: se conservó gran parte del sistema de gobierno establecido para el original Manden Kurufa, pero hubo que satisfacer las necesidades de las tierras y pueblos adquiridos. El modelo de tres estados y doce reinos fue sustituido por catorce provincias que cubrían todas las áreas leales al mansa, manteniendo el estatus social de los reyes de Wagadou y de Mema.
- Musa I (1312-1337)
- Maghan I (1337-1341)
- Souleyman (1341-1360)
- Kassa (1360)
- Mari Diata II (1360-1374)
- Musa II (1374-1387)
- Maghan II (1387-1389)

### Linajes oscuros
A partir de 1389, Malí es gobernada por mansas de orígenes ignorados, siendo el período menos conocido de la historia imperial de Malí. Lo único evidente es que no hay un linaje constante que gobierne el imperio y que comienza la pérdida gradual de las posesiones norteñas y orientales por el creciente fortalecimiento del Imperio songhai y el traslado del foco económico que suponía Malí por las rutas del comercio trans-sahariano, al comercio costero.
- Sandaki (1389-1390)
- Maghan III (1390-1404)
- Musa III (c.1440)
- Ouali II (c.1460)
- Mahmud II (c.1480)
- Mahmud III (c.1540)

### Malí post imperial
Antes de 1560 Malí estaba reducida al antiguo Manden Kurufa. Desde 1559 a 1645, los mansas lo llevan hacia la decadencia final. El siguiente mansa mencionado, Mahmud IV, no aparece en ningún expediente hasta el final siglo XVI. Sin embargo, parece ser el último rey de un Manden unido. Se culpa a sus descendientes de la desintegración del Manden Kurufa en los reinos del norte, central y meridional.
- Mahmud IV (c.1590)
- Mama Maghan (c.1660)